# استاری یورماش
استاری یورماش (انگلیسی: Stary Yurmash) یک شهرک در شهرستان ایگلینسکی استان باشقیرستان کشور روسیه است.